# 吉野弘
吉野 弘（よしの ひろし、1926年〈大正15年〉1月16日 - 2014年〈平成26年〉1月15日）は、日本の詩人。

## 略歴
山形県酒田市生まれ。1938年（昭和13年）酒田市琢成第二尋常小学校を総代として卒業し、1942年（昭和17年）12月、山形県酒田市立酒田商業学校を戦時繰り上げ卒業した。若いころ高村光太郎の「道程」を読んで感銘を受ける。商業学校卒業後、1943年（昭和18年）1月に帝国石油に就職した。1944年（昭和19年）に徴兵検査に合格するが、入隊5日前に終戦を迎えた。戦後は労働組合運動に専念していたが、1949年（昭和24年）に過労で倒れ、肺結核のため3年間療養した。入院中に詩人の富岡啓二と親しくなっている。療養中に詩作を始め、1952年（昭和27年）詩学社詩誌「詩学」に「爪」「I was born」を投稿し新人に推薦される。次いで翌1953年（昭和28年）、川崎洋と茨木のり子が創刊した詩誌「櫂」に第三号から参加した。同人には谷川俊太郎、大岡信らがいる。1957年（昭和32年）に私家版詩集『消息』を刊行して注目をあつめ、1959年（昭和34年）には詩集『幻・方法』を上梓した。1962年（昭和37年）に退職してコピーライターとなった。
1972年（昭和47年）、『感傷旅行』で第23回読売文学賞の詩歌俳句賞を受賞した。1979年（昭和54年）から1986年（昭和61年）まで西武池袋コミュニティカレッジで詩の公開講座を担当し後進の育成に励んでいる。1980年（昭和55年）からは文筆を専業とするようになった。1990年（平成2年）、『自然渋滞』で第5回詩歌文学館賞を受賞した。1994年（平成6年）、『吉野弘全詩集』を刊行する。代表作には結婚披露宴のスピーチで引用され広く知られる「祝婚歌」をはじめ、国語の教科書にも掲載された「夕焼け」「I was born」「虹の足」などがある。

また母校をはじめとする校歌や社歌の作詞活動に取り組み、髙田三郎の合唱組曲「心の四季」でも知られている。随筆や評論も手掛け、詩の魅力や詩作法･技術論から詩的感動の原点とは何かという問題にまで論を進めた評論『現代詩入門』が著名である。新聞、雑誌において詩壇の選考者を担っている。1996年（平成8年）酒田市特別功労賞、1998年（平成10年）第41回埼玉文化賞（芸術部門）を受賞した。
1972年（昭和47年）から埼玉県狭山市北入曽に在住し、1977年（昭和52年）には同所を題材とした詩集『北入曽』を発表。1983年（昭和58年）から1996年（平成8年）まで、狭山市民の文芸雑誌『文芸狭山』（狭山市立中央図書館刊行）の編集委員を務め、自作の詩や随筆を投稿している。2007年（平成19年）に静岡県富士市に転居した。米寿を目前に控えた2014年（平成26年）1月15日21時48分、肺炎のため富士市の自宅で死去した。87歳没。墓所は狭山市入間川の妙智山慈眼禅寺。

## エピソード
吉野を敬愛するロック・ミュージシャンの浜田省吾が『CLUB SNOWBOUND』（1985年）というアルバムに、「雪の日に」の全文を掲載すべく、浜田自身が吉野弘に承諾を得る為に手紙を書いたところ、吉野直筆の「わざわざご丁寧にありがとう」という旨の御礼の返信をもらい感激したことを、浜田がコンサートで明かしている。ちなみに、浜田の代表曲「悲しみは雪のように」は「雪の日に」にインスパイアされて出来た曲だとも言っている。
「祝婚歌」は吉野が姪の結婚式に出席できないため、姪夫婦に書き送った詩である。後に彼の詩集に収録されて公表されることとなった。吉野は、「祝婚歌はぼくの民謡みたいなものだから、この詩に限ってコピーや使用料等、何のご心配なく」と述べたという。
山田太一も吉野の作品を敬愛しており、山田の作品である「ふぞろいの林檎たち」や「キルトの家」の劇中において吉野の詩を引用している。また、山田は老年になってから影響を受けた10冊として『吉野弘詩集』（続・続続を含む）を第9位に挙げ、漢字遊びの詩作も残した吉野に敬意を払い「貴にして重い」というエッセイを吉野の詩集に寄稿している。是枝裕和は映画『空気人形』に「生命は」を引用した。
埼玉県狭山市北入曽に在住していた折には、製茶販売業「井戸端園」の茶畑の隣の宅地に居を構えていた。茶の栽培の様子に興味を持ち、随筆「茶の花おぼえがき」（詩集『北入曽』所収）を著した。
吉野は1963年（昭和38年）11月に発生した三井三池三川炭鉱炭じん爆発事故により一酸化炭素中毒の後遺症患者となった元採炭夫の生活を題材とする「豊かに」という詩を残している。

## 没後
没後も、ゆかりの地において家族や親交のあった人物などが参加する各種行事が開催されている。
2016年（平成28年）11月には狭山市市民交流センターにて遺品や資料、直筆原稿、写真などを展観する「吉野弘遺作展」と講演会などのイベントが開催
され、吉野と親交があった仲川幸成・前狭山市長が吉野弘遺作展実行委員会委員長を務めた。1週間の会期中に2000人以上の観覧者があったという。短い開催期間ながら好評を博したため、2018年（平成30年）2月にも再び｢詩人吉野弘展と講演会｣が開催された。また同年10月6日から11月25日に埼玉県桶川市のさいたま文学館において35年間に及んだ狭山市在住時代を中心とした企画展「詩人・吉野弘　やさしいまなざし」が開催され、吉野の長女が講演や関連イベントを行った。狭山市では2019年（平成31年）2月にも｢さやまを愛した詩人　吉野弘展と講演会～「父を語る」～｣を開催。書籍等の資料展示と仲川の講演を収録したDVD上映、吉野の長女による講演会が行われた。
吉野が最晩年を過ごした静岡県富士市では三回忌を迎えた2016年（平成28年）1月から毎年、「吉野弘のこころを詠む」と題する市民参加型イベントを開催。小長井義正・富士市長や吉野の長女を審査員とする吉野の詩の朗読コンクールのほか、吉野の詩を題材とする書道作品、吉野の遺品や資料、直筆原稿、写真の展示などを行っている。富士市出身のミュージシャン林哲司のプロデュースによる2016年（平成28年）1月の第1回イベントでは吉野作詞の楽曲『心の四季』の合唱も行われている。第1回には吉野の長女に加えて妻のほか、仲川幸成、山田太一ら生前親交のあった人物も参加し、山田は講演も行っている。
このほか2017年（平成29年）2月に出身地の山形県酒田市にて開催された講演会「酒田の心　吉野弘がつなぐもの」には吉野の妻と長女が参加し、思い出話を語り合っている。

## 家族
妻喜美子とその間に長女奈々子・次女万奈がある。吉野の詩「奈々子に」は長女奈々子に向けた作品。3人は吉野没後の2015年4月、青土社より『妻と娘二人が選んだ「吉野弘の詩」』を刊行した。

## 著書

### 詩集
- 消息
- 幻・方法　飯塚書店、1959
- 10ワットの太陽 思潮社、1964、詩画集
- 吉野弘詩集　思潮社、1968
- 感傷旅行　葡萄社、1971
- 北入曽　青土社、1977
- 風が吹くと　サンリオ、1977
- 叙景 青土社 1979
- 吉野弘詩集 青土社 1981
- 新選吉野弘詩集 思潮社 1982
- 陽を浴びて　花神社、1983
- 自然渋滞　花神社、1989
- 贈るうた 花神社 1992
- 夢焼け　花神社、1992
- 吉野弘全詩集 青土社 1994 (ISBN 4-7917-2094-6)
- 続吉野弘詩集 思潮社 1994
- 続続吉野弘詩集 思潮社 1994
- 生命は（詩画集）ザイロ、北洋社、1996
- 風の記憶 おしゃべりポエム SPOON編集部 1998
- 木が風に そしえて写真詩集 八木祥光写真 そしえて 1998
- 吉野弘詩集 ハルキ文庫 1999
- 二人が睦まじくいるためには 童話屋 2003
- 素直な疑問符 葉祥明絵 理論社 2004
- 妻と娘二人が選んだ「吉野弘の詩」 青土社 2015 遺族による刊行
- 吉野弘詩集 岩波文庫 2019 小池昌代編

### 随筆・その他
- 日本の愛の詩 ベストセラーズ 1972
- 詩への通路　思潮社、1980
- 現代詩入門 青土社 1980（ISBN 978-4-7917-6352-8）
- 遊動視点 くらしとことば　思潮社、1981
- 詩の楽しみ 作詩教室、岩波ジュニア新書、1982
- 花木人語 随筆集 みちのく豆本の会 1987
- 酔生夢詩 青土社、1995
- 詩のすすめ 詩と言葉の通路 思潮社、2005
- 詩の一歩手前で　吉野弘エッセイ集　河出文庫、2015
- くらしとことば　吉野弘エッセイ集　河出文庫、2015

### 作品論
- 『吉野弘』花神ブックス・花神社 新版1998
- 今村冬三『吉野弘の詩想』沖積舎 1999
- 『ユリイカ　詩と批評　総特集　吉野弘の世界』2014年6月臨時増刊号、青土社

## 作詞
（）内は作曲者。
- 混声/女声合唱組曲『心の四季』（髙田三郎）
- 酒田市制50周年記念合唱組曲『風光歌』（服部公一）
- 合唱組曲『樹木抒情』
- 合唱曲『走る海』（廣瀬量平 第47回NHK全国学校音楽コンクール高等学校の部課題曲）
- 合唱曲『ケヤキ賛歌』（加茂下裕 彩の国県民芸術文化祭'95）
- 秋田市立御野場中学校校歌
- 山形県立上山明新館高等学校校歌
- 酒田市立琢成小学校校歌
- 酒田市立泉小学校校歌
- 遊佐町立遊佐中学校校歌
- 埼玉県立所沢中央高等学校校歌
- 狭山市立入間野中学校校歌（黒澤吉徳）
- 習志野市立第五中学校校歌
- 新潟市立亀田西中学校校歌
- 豊岡市立豊岡めぐみ幼稚園園歌
- 第47回国民体育大会（べにばな国体）『国体賛歌』（池辺晋一郎）、『炬火賛歌』（寺井尚行）
- 大沼労働組合20周年記念ユニオンソング（服部公一）
- 山友産業株式会社社歌（林光）

## その他
- 民主党の鳩山由紀夫は2010年11月1日、自身のツイッター上で「祝婚歌」の一節を引用し、「外交交渉の要諦はここにあると、昨今の外交案件をみてつくづく思う」と発言した[25]。尖閣事件後の中国側の対応について批判を繰り返した前原誠司外相を念頭においたつぶやきと見られる。